# Prohypotyphla obtusicornis
Prohypotyphla obtusicornis är en tvåvingeart som beskrevs av Friedrich Georg Hendel 1934. Prohypotyphla obtusicornis ingår i släktet Prohypotyphla och familjen Pyrgotidae. Inga underarter finns listade i Catalogue of Life.